# Rainbow Warrior

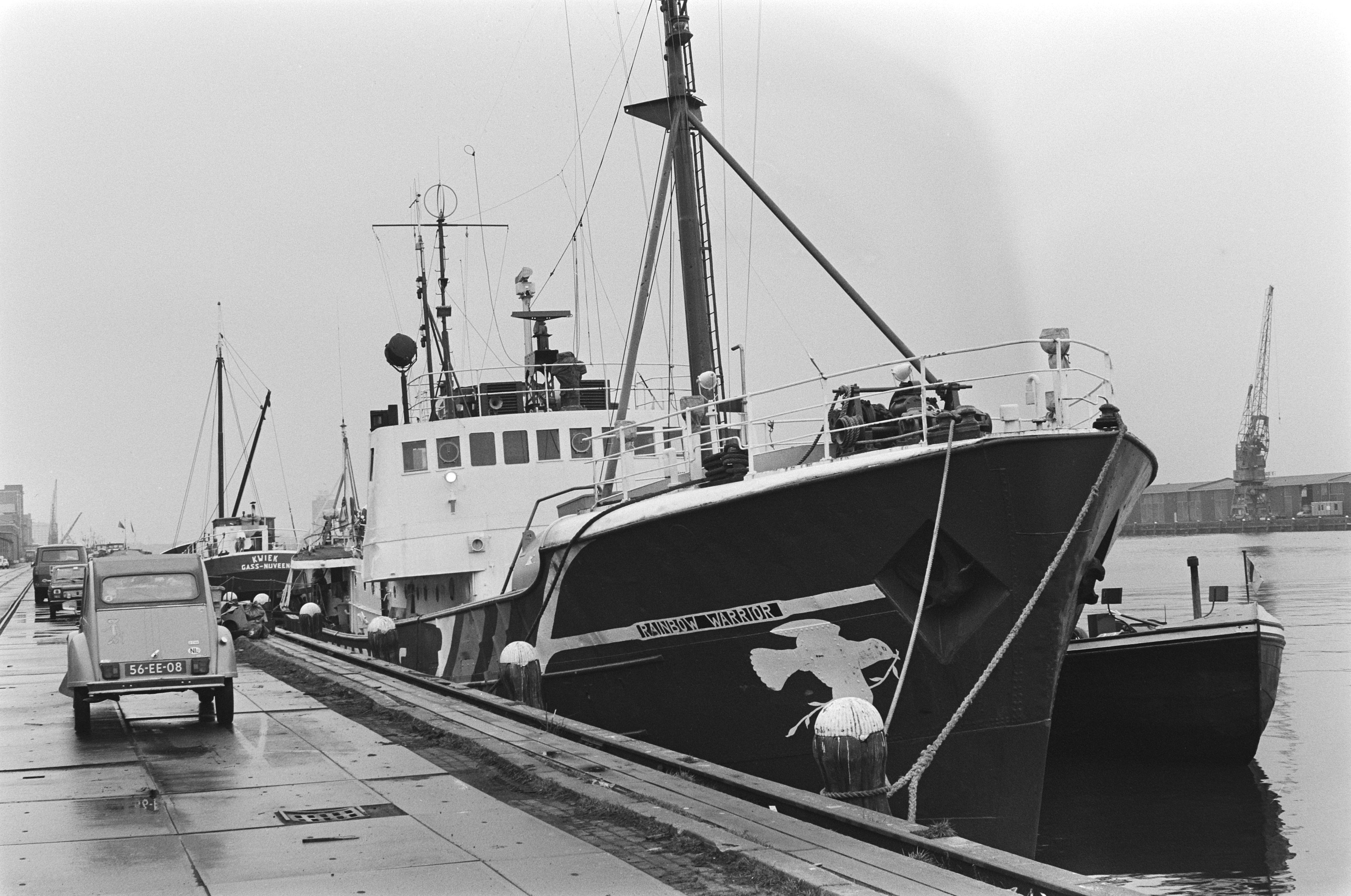
Rainbow Warrior w Amsterdamie, 1981

Rainbow Warrior – statek, który w latach 1955–1977 był brytyjskim trawlerem, a w latach 1978–1985 pływał jako flagowy statek międzynarodowej organizacji Greenpeace. Został zatopiony 10 lipca 1985 w Auckland w Nowej Zelandii, podczas prowadzenia protestów przeciwko próbom atomowym na Pacyfiku, przez francuskie siły specjalne DGSE. W zamachu bombowym zginęła jedna osoba – holenderski fotograf portugalskiego pochodzenia Fernando Pereira.
Bezpośrednio przed zatopieniem statek uczestniczył w ewakuacji ludności z wyspy Rongelap, na którą po wybuchu w 1954 roku amerykańskiej bomby Castle Bravo spadał radioaktywny opad powodując stałe napromieniowanie mieszkańców.
Po ewakuacji wyspiarzy na wyspę Mejatto (Atol Kwajalein), statek zacumował w porcie Waitemata w największym mieście Nowej Zelandii, Auckland, w celu uzupełnienia zapasów. Kolejnym punktem podróży miało być przedostanie się załogi do francuskiej strefy prób atomowych na atolu Mururoa na południowym Pacyfiku. Załoga Greenpeace miała za zadanie zrobić wszystko, co w jej mocy, by przeszkodzić w kontynuacji francuskiego programu atomowego.
Nowozelandzka policja aresztowała parę francuskich agentów specjalnych: 35-letniego majora Alaina Mafarta i 36-letnią kapitan Dominique Prieur. Czwórce pozostałych agentów udało się zbiec na jachcie Ouvea, który zatopiono zaraz po przerzuceniu ich na francuski okręt podwodny.
Francja początkowo zaprzeczała, że w akcji zatopienia okrętu brały udział jej służby specjalne. Jednakże pod wpływem nacisku opinii publicznej, 22 września 1985 roku premier Laurent Fabius przyznał, że to francuskie służby specjalne zleciły atak na Rainbow Warrior.
Aresztowanie francuskich funkcjonariuszy wywołało kryzys dyplomatyczny między Francją i Nową Zelandią. Francja żądała natychmiastowego uwolnienia swoich agentów, argumentując, że wraz z przyjęciem przez władze francuskie odpowiedzialności za zamach sprawa automatycznie stała się przedmiotem prawa międzynarodowego, a oficjalne przeprosiny z ich strony i wypłata odszkodowań zamykają sprawę.
Francuskie władze wykluczyły możliwość osądzenia swoich agentów przez sąd nowozelandzki, powołując się na fakt, iż działali wykonując rozkazy, przez co nie mogli ponosić odpowiedzialności karnej za popełniony czyn. Dla poparcia swojej tezy Francuzi powołali się na sprawę statku „Caroline” z 1837 roku i wyrażone w tej sprawie stanowisko Sekretarza Stanu USA Daniela Webstera, że po przyznaniu przez władze brytyjskie, iż zatopienie amerykańskiego statku nastąpiło na rozkaz tych władz, wykonawcy rozkazu nie powinni ponosić odpowiedzialności przed amerykańskimi sądami.
Rząd Nowej Zelandii reprezentował odmienne stanowisko. Zgodnie z prawem międzynarodowym morskie wody wewnętrzne oraz wody portów podlegają wyłącznej jurysdykcji państw jako części ich terytorium. Tym samym przestępstwo popełnione na terytorium Nowej Zelandii uzasadniało jej jurysdykcję. Działanie na rozkaz francuskiego rządu nie zwalniało sprawców z odpowiedzialności. Rząd Nowej Zelandii powołał się na art. VIII Karty Międzynarodowego Trybunału Wojskowego, zgodnie z którym działanie na rozkaz nie wyłącza z odpowiedzialności karnej, lecz może jedynie wpłynąć na złagodzenie kary. W konsekwencji francuscy agenci zostali skazani przez sąd na kary 10 lat pozbawienia wolności.
Takie rozwiązanie zaostrzyło spór między oboma państwami. Francja zagroziła Nowej Zelandii sankcjami gospodarczymi. Oba rządy oddały spór pod arbitraż Sekretarza Generalnego ONZ Javiera Péreza de Cuéllara. Rozjemca zobowiązał Francję do wystosowania oficjalnych przeprosin oraz wypłacenia odszkodowania w wysokości 7 milionów dolarów. Skazani agenci mieli zostać wydani władzom ojczystym w celu odbycia kary więzienia we francuskiej bazie wojskowej na jednej z wysp Polinezji Francuskiej. Cuéllar zobowiązał Francję także do ustępstw handlowych na rzecz Nowej Zelandii. Jednocześnie oba państwa wyraziły zgodę, by wszystkie wynikłe w przyszłości spory rozwiązywał specjalnie powołany w tym celu trybunał arbitrażowy. Strony zawarły stosowne porozumienie w formie wymiany listów 9 lipca 1986 roku.
Wbrew zawartym ustaleniom władze francuskie przedterminowo zwolniły agentów z odbywanej kary. W wyniku postępowania arbitrażowego Francja przyznała się do naruszenia przyjętych na siebie zobowiązań oraz zobowiązała się do wpłacenia 2 mln dolarów odszkodowania na specjalnie powołany fundusz na rzecz pogłębiania przyjacielskich kontaktów między obywatelami Francji i Nowej Zelandii.
Przedstawiciele organizacji Greenpeace wytoczyli w Paryżu rządowi Francji proces, czego skutkiem było wypłacenie na jej rzecz ośmiu milionów dolarów. Za pieniądze uzyskane z tytułu odszkodowania Greenpeace mógł kupić nowy, większy i lepiej wyposażony Rainbow Warrior, który wielokrotnie pływał na Mururoa.